# Hadrianus fala
Hadrianus fala (latinul: Vallum Aelium, olaszul: Vallo di Adriano, angolul: Hadrian’s Wall) az Egyesült Királyságban, Észak-Angliában található: az egyik tengerparttól a másikig húzódó kőfal, melyet a római korban Britannia provincia határára építettek. A Hadrianus fala részét képezi az UNESCO által nyilvántartott „A Római Birodalom határai” elnevezésű világörökségi csoporthelyszínnek.

## Története

Hadrianus és Antonius falának helyzete

Az építmény keletkezése előtt néhány nemzedékkel, 43-ban a római légiók megtámadták Britanniát. Északi irányba haladva, 84-ben sikerült legyőzniük a Skócia északkeleti felében fekvő Mons Graupiusban vívott csatában a kaledóniai törzseket.
Róma diadala tiszavirág életűnek bizonyult és amikor 122-ben Hadrianus megérkezett Britanniába, a római csapatok már visszavonulásra kényszerültek, egészen a Tyne-völgyig. Ott kialakították a Stanegate-vonalat, és erődítmények sokaságát hozták létre ennek védelmére. Ily módon mintegy 120 kilométer hosszan védővonalat vontak Corbridge-től a nyugaton fekvő Carlisle-ig.
Minthogy a barbárokat Britanniában nem sikerült legyőznie, feltartóztatásukra Hadrianus a Tyne-völgytől északra hatalmas falat építtetett. A római hadsereg nyolc év alatt építette meg a falat. A fal 120 kilométer hosszú, mintegy 4,5 méter magas, 3 méter széles, egyik tengerparttól a másikig húzódik.
A falat római mérföldenként (1481 méter) erődökkel egészítették ki. Két erőd között meghatározott távolságban két-két bástyát helyeztek el. Az erődökben sok ember fért el, de a katonák többsége a faltól délre állomásozott. Ezen azonban változtattak, tizennégy új erődítményt építettek fel, amelyekben több tízezer római katona volt.
A bástyákkal, tornyokkal és erődítményekkel megerősített fal mellett a rómaiak utakat is építettek és azok mentén létrehozták ellátó központjaikat.

## Képek

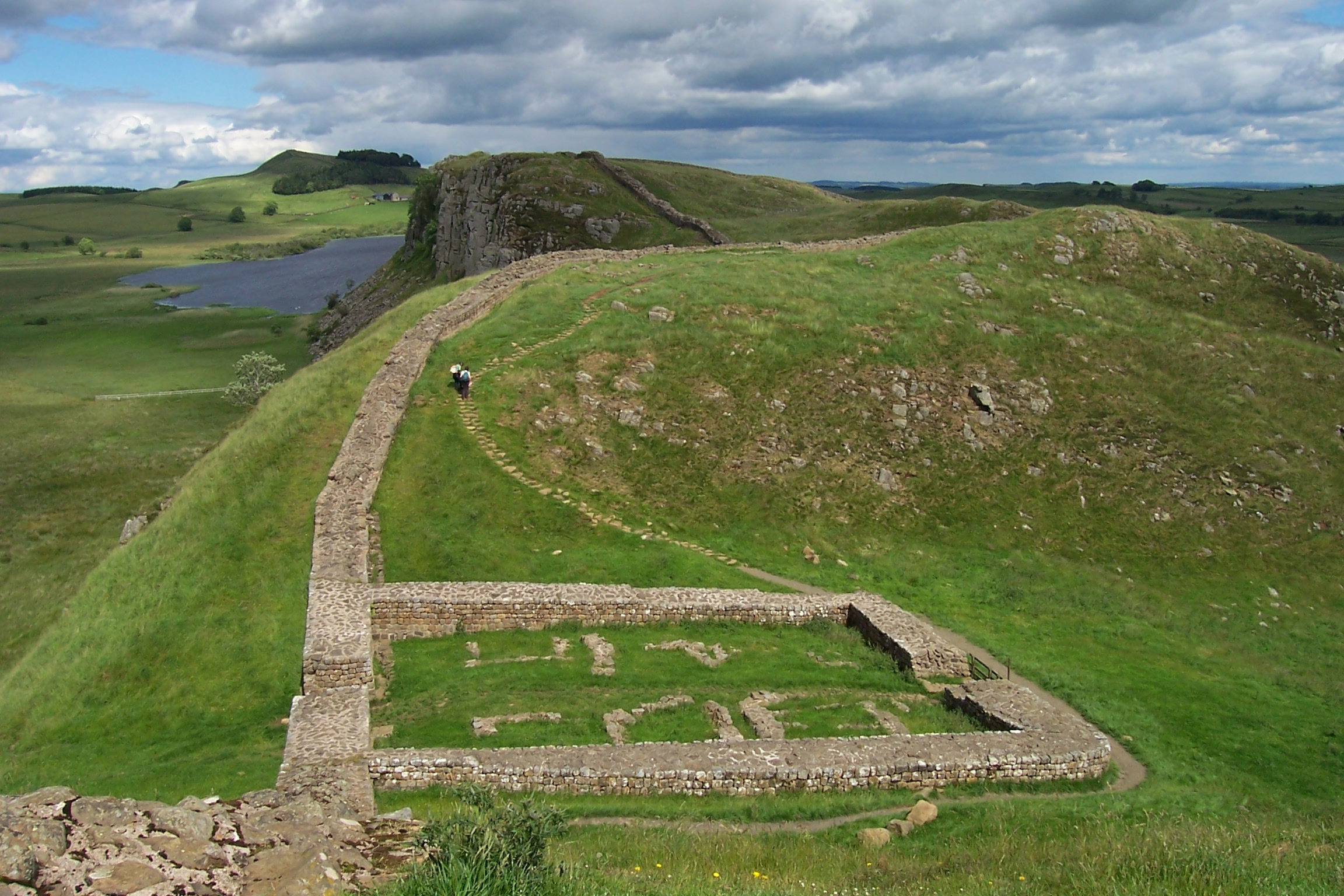
A 39-es mérfölderőd romja, Steel Rigg
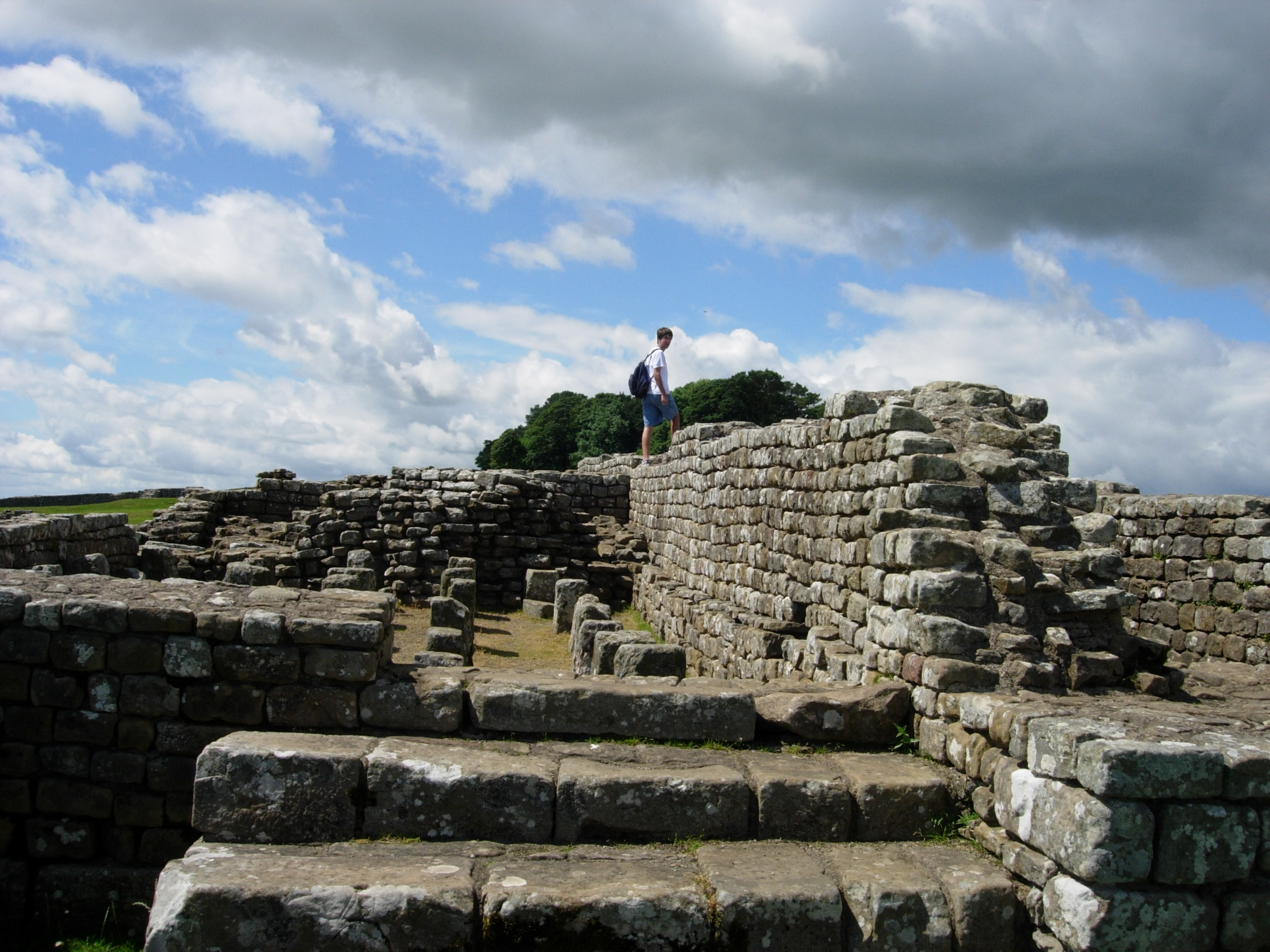
Falmaradványok, Housesteads
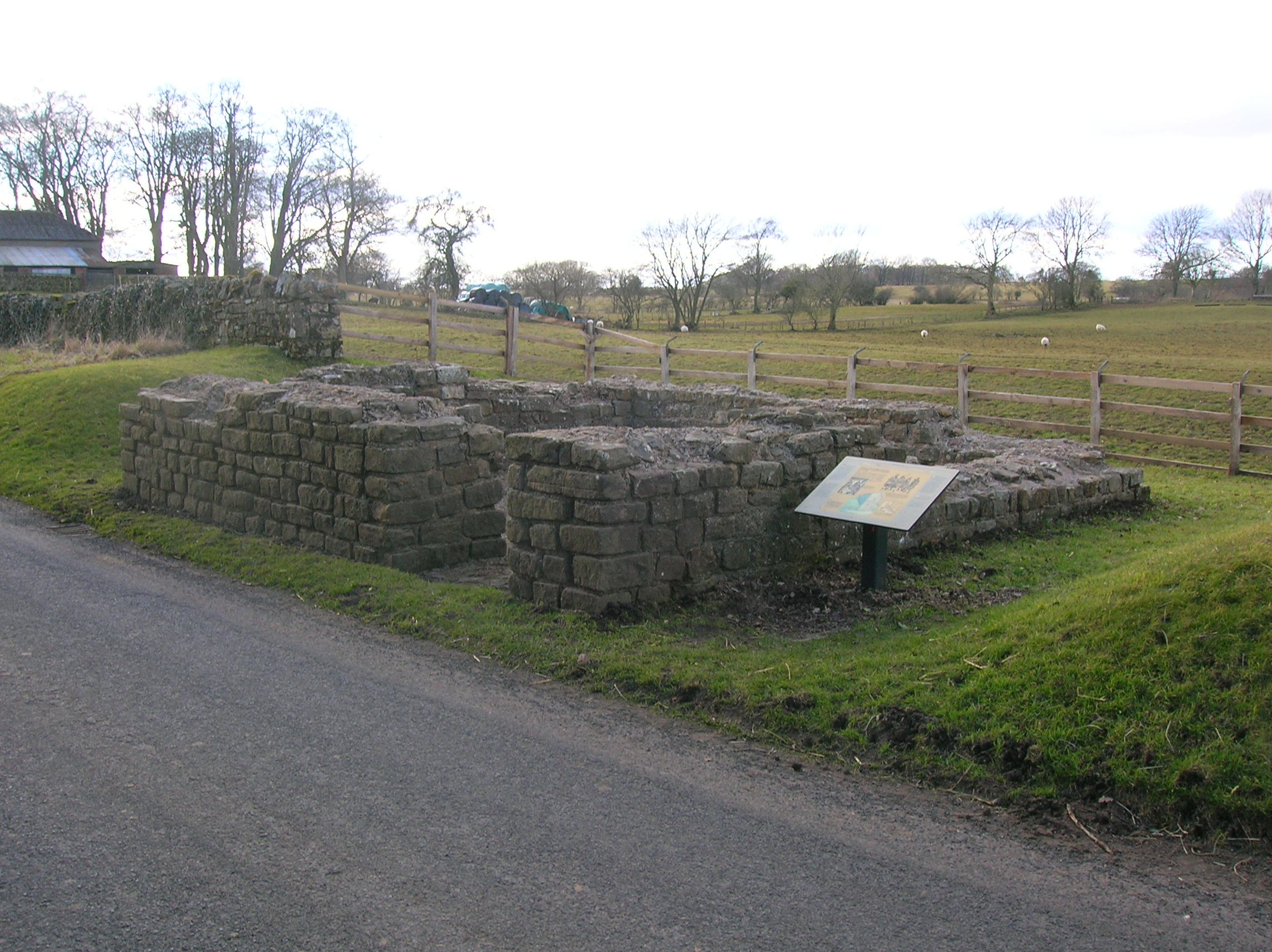
Leahilla torony mararadványai
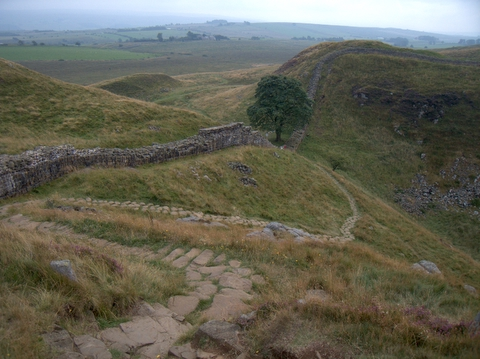
Sycamore Gap („Robin Hood fája”)
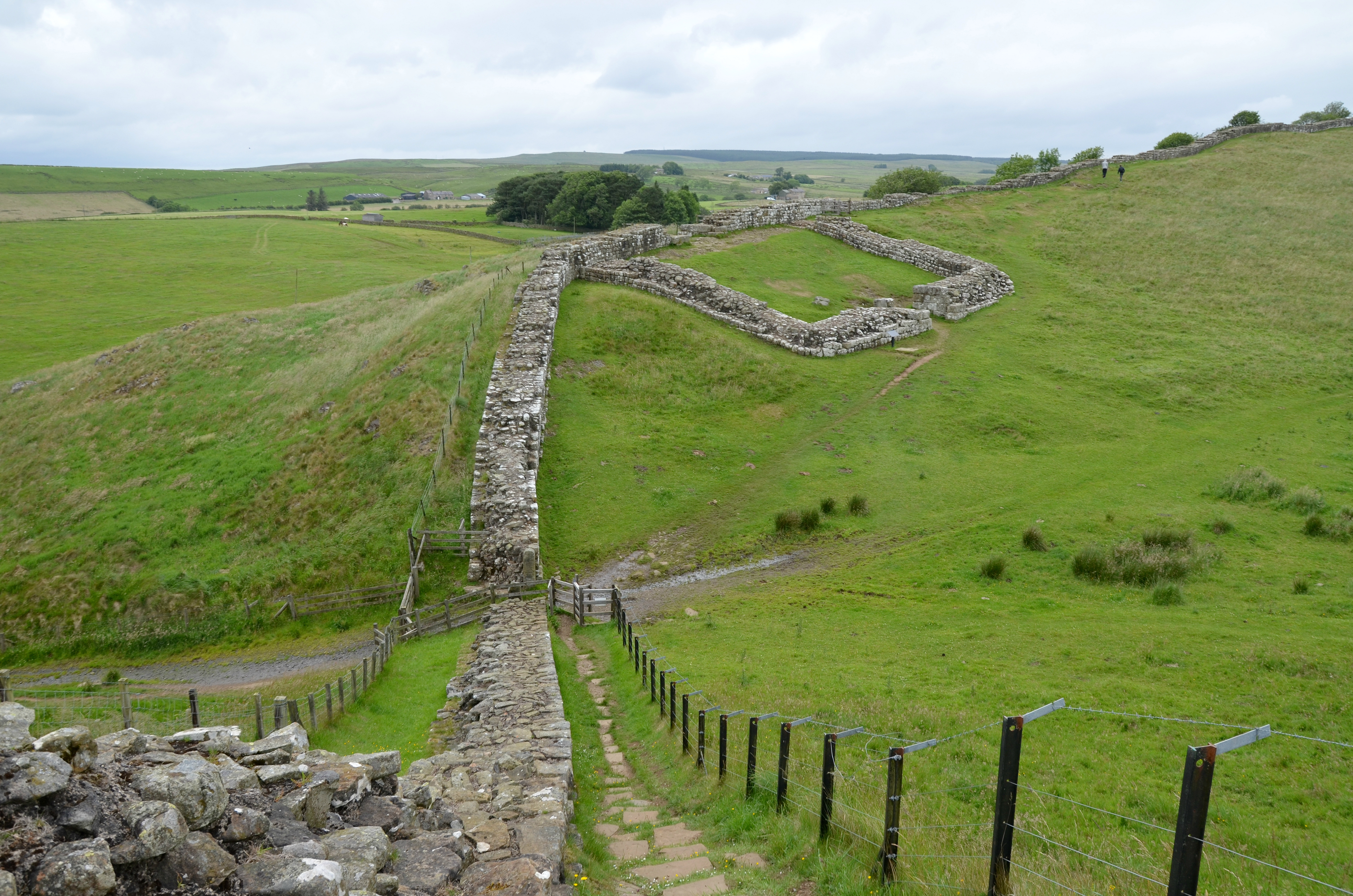
Falmaradványok